# Maria Seyda
Maria Seyda (ur. 1893, zm. 1989) – polska malarka, portrecistka tworząca i znana w Wielkiej Brytanii.

## Życiorys
Pochodziła z rodziny Proszyńskich. Studiowała w L'Ecole des Beaux-Arts w Genewie, w Warszawie i w Académie Colarossi w Paryżu.
Wyszła za mąż za Mariana Seydę (1879–1967), publicystę, ministra spraw zagranicznych przed II wojną światową i na emigracji.
W 1940 została z mężem ewakuowana z Francji. Trafiła do Wielkiej Brytanii. Przez jakiś czas mieszkała w Argentynie. Od 1943 pokazywała swoje obrazy w Akademii Królewskiej w Londynie. Brała udział w "salonie letnim" w akademii, gdzie pokazywano tysiące prac, głównie brytyjskich. Była członkinią Królewskiego Towarzystwa Portrecistów (Royal Society of Portrait Painters).